# Somogyi József (tanító)
Somogyi József (Okány (Bihar vármegye), 1832. május 10. – Arad, 1879. október 3.) iskolaigazgató-tanító.

## Életrajza
Az 1848-49. évi szabadságharc alatt az erdélyi hadseregben mint tüzértizedes szolgált. Tanképesítési vizsgát tett 1851. február 10-én Debrecenben és 1871-ben az aradi póttanfolyamon. Mint tanító működött 1851-55-ben Bélzerénden, 1855-től Aradon, ahol 1877-ben igazgató lett.
Cikkeket és könyvismertéseket írt az Aradvidéki tanítóegylet Évkönyvébe (1876-77.).